# Wallisellen
Wallisellen je mesto v Švici in mesto v kantonu Zürich.

## Šport
- FC Wallisellen nogometni klub
- EHC Wallisellen hokejski klub

## Zanimivosti
- Mesto je poznano po celem svetu po pesmi : »Aazele, Böle schele, d Chatz gaht uf Walissele, chunnt si wider hei, hät si chrumi Bei«.
- Chocolats Halba (tovarna čokolade)
- Glattzentrum (največje nakupovalno središče v Švici)